# Hestfjörður
Hestfjörður (in lingua islandese: Fiordo del cavallo) è un fiordo laterale dell'ampio Ísafjarðardjúp, nella regione dei Vestfirðir, i fiordi occidentali dell'Islanda.

## Descrizione

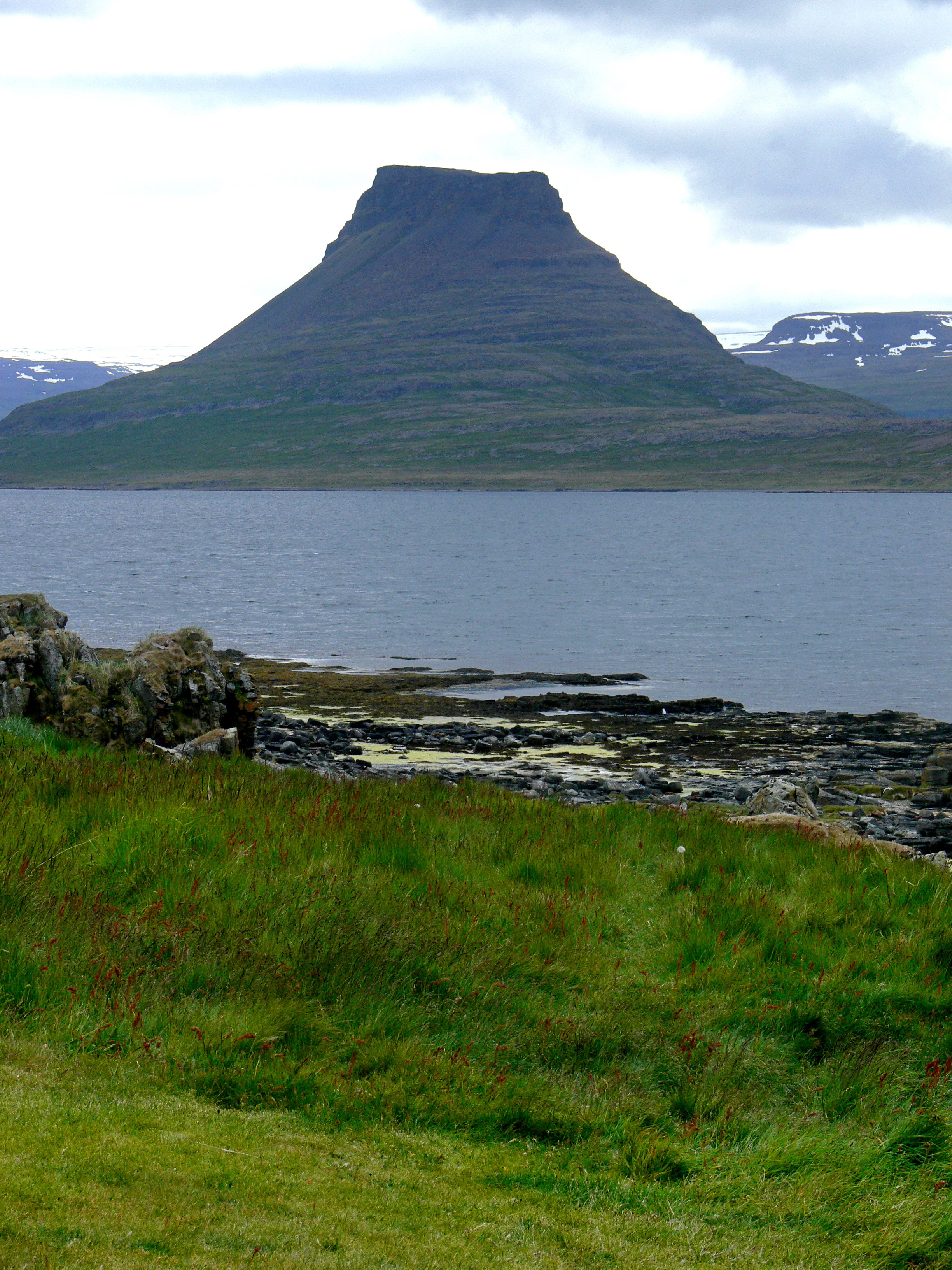
Il monte Hestur (cavallo) visto dall'isola Vigur.

L'Hestfjörður è una delle numerose diramazioni presenti nella sponda meridionale del grande fiordo Ísafjarðardjúp. È largo solo 1,5 km e penetra per oltre 12 km nell'entroterra. È situato tra i fiordi Seyðisfjörður a ovest e Skötufjörður a est. Il fiordo è profondo appena 15 metri e non vi sfociano grandi fiumi. Non ci sono né villaggi né fattorie sulle sue rive.
La penisola Hestur (in lingua islandese: cavallo) lunga 8 km e larga 2 km la separa a ovest dal Seyðisfjörður. Su questo promontorio si innalza il monte Hestur, alto 536 metri, che ha dato il nome al fiordo. Su questa penisola non c'è nessuna strada.
Di fronte allo sbocco dell'Hestfjörður nell'Ísafjarðardjúp si trova l'isola Vigur, la seconda isola più grande dell'Ísafjarðardjúp.
In questo fiordo, nel 1927, iniziò la sua attività la prima azienda islandese per la lavorazione dei gamberetti.

## Accessibilità
L'accessibilità a questo fiordo è sempre stata difficile ed è stata risolta solo in tempi recenti. La strada S61 Djúpvegur terminava precedentemente nel vicino Skötufjörður; l'ultimo tratto costruito è stato proprio il prolungamento realizzato nel 1975 per raggiungere l'Hestfjörður. Prima di allora per arrivare in questa zona esisteva solo la strada Súðvíkurvegur, che però collegava l'Ísafjörður al vicino fiordo Seyðisfjörður e poi terminava.
Attualmente la Djúpvegur fa il giro dell'intero fiordo con una lunghezza di 15 chilometri; l'inizio e la fine della strada distano tra loro appena 1,5 km in linea d'aria. Nel 2003 sono iniziati alcuni studi per collegare le due sponde del fiordo facendo passare la strada su un ponte, in modo da accorciare il percorso, ma garantendo anche il ricambio delle acque.